# Marie-Louis-Paul Théron
Marie-Louis-Paul Théron, francoski general, * 1882, † 1959.